# Robert Atkins (Mediziner)
Robert Coleman Atkins (* 17. Oktober 1930 in Columbus, Ohio; † 17. April 2003 in New York) war ein US-amerikanischer Kardiologe und Ernährungswissenschaftler. Bekannt wurde er vor allem durch die nach ihm benannte Atkins-Diät.

## Leben und Wirken
Atkins schloss 1951 ein Medizinstudium an der University of Michigan ab und erwarb 1955 einen Doktorgrad am Cornell Medical College. Danach spezialisierte er sich auf die Kardiologie und untersuchte die Anwendbarkeit pflanzlicher Heilmittel anstelle oder als Ergänzung von pharmazeutischen Arzneien bei verschiedenen Krankheiten.
Seine eigene Adipositas brachte ihn dazu, nach einer Diät zu suchen, mit der man abnehmen kann, ohne zu hungern. Nach eingehenden Studien wissenschaftlicher Literatur stellte er 1972 in einem Buch seine Diät-Revolution genannte Ernährungsweise vor, das sich 15 Millionen Mal verkaufte. Atkins’ Vorschlag, beim Essen auf Kohlenhydrate nahezu komplett zu verzichten und stattdessen nur noch Eiweiße und Fette zu essen, sorgte in der Fachwelt für rege Diskussionen und ist auch heute noch umstritten. Aus den Einnahmen seiner Bücher finanzierte er das Atkins Center in New York, das sich mit Methoden der alternativen Medizin beschäftigt. Er widmete sich zunehmend der Ernährungswissenschaft und betrieb mit großem finanziellen Aufwand Kohlenhydratforschung. Einige Universitäten erhielten Stipendien und Forschungsgelder. Atkins war Autor bzw. Co-Autor von rund 35 Büchern. 1989 gründete er den Lebensmittelkonzern Atkins Nutritionals, Inc., der sich auf die Herstellung kohlenhydratarmer Lebensmittel spezialisierte.

## Gesellschaftliche Auswirkungen
Atkins und seine Anhänger betrachten die Atkins-Diät als eine Lebenseinstellung, die zu einer unbestrittenen Gewichtsreduzierung führt und darüber hinaus durch die ketogene Ernährung den Stoffwechselprozess positiv beeinflussen soll. Durch die Atkins-Ernährung sollen sich demnach auch stoffwechselbedingte Krankheiten bessern oder gar geheilt werden.
In den USA war die Atkins-Diät sehr beliebt und beeinflusste auch die Ernährungsgewohnheiten vieler Amerikaner: So werden auch noch heutzutage mancherorts Hamburger angeboten, bei denen das Fleisch statt in einem Brötchen in einem Salatblatt serviert wird. Der Trend hat sich mittlerweile jedoch wieder umgekehrt, und so musste die Firma Atkins Nutritionals, Inc. am 1. August 2005 Insolvenz beantragen. Die Firma wurde daraufhin so umstrukturiert, dass das Geschäftsfeld jetzt weniger stark im Bereich der kohlenhydratarmen Ernährung liegt, sondern mehr in der Produktion von Fertignahrung in Form von Riegeln und Getränken.

## Tod
Atkins starb am 17. April 2003 in einem Krankenhaus in New York City, nachdem er neun Tage zuvor auf einem vereisten Bürgersteig gestürzt war. Als Todesursache wurden Komplikationen infolge der Operation seines Kopftraumas angegeben. Nach einem später veröffentlichten Autopsiebericht, der auch im Wall Street Journal abgedruckt wurde, wog Atkins bei seinem Tod bei einer Körpergröße von 1,82 m (6 feet) angeblich 117 kg (258 pound) und wäre damit fettleibig gewesen. Der Autopsiebericht enthält zudem Angaben zur Krankengeschichte von Atkins, darunter ein Herzinfarkt, Herzinsuffizienz und Bluthochdruck. Ein bei der Aufnahme ins Krankenhaus verfasstes Dokument stellte jedoch fest, dass Atkins bei seiner Einlieferung lediglich 88 kg (195 pound) wog.
Nach Atkins Witwe Veronica könne die protokollierte Gewichtsdifferenz von 29 kg zwischen Einlieferung und Tod mit den während der neun Tage Krankenhausaufenthalt reichlich erfolgten Infusionen erklärt werden. Die diagnostizierte Herzschwäche sei auf eine virale Infektion im Jahr 2000 zurückzuführen. Atkins behandelnder Arzt bestätigte diese Angaben. Zudem stellte er ausdrücklich fest, dass Atkins Herzprobleme in keinem Zusammenhang mit seiner Diät stünden.